# معايرة (كيمياء)

عملية إعداد المعايرة، قطرات من المعاير تسقط من السحاحة على المحلول المحلل في قارورة الاختبار. المشعر يقوم بتغير لونه حتى يصل إلى تغير نهائي في اللون

إعداد جهاز المعايرة

في الكيمياء التحليلية المعايرة هي عملية مخبرية شائعة للتحليل الكيميائي الكمي لتحديد تركيز مادة تحليلية محددة (مادة يتعين تحليلها) أو لمعرفة تركيز محلول حمضي مجهول بواسطة إضافة محلول قاعدي تركيزه معروف، أو العكس. يتم تحضير الكاشف المسمى بالمعاير كمحلول قياسي بتركيز وحجم معروفين. يتفاعل المعاير مع محلول التحليل لتحديد تركيز المادة التحليلية. يُطلق على حجم محلول المعايرة الذي يتفاعل مع التحليل اسم حجم المعايرة بالتحليل الحجمي.
لتتم المعايرة لابد أن توجد عدة شروط منها:
- أن يكون تفاعلاً سريعاً.
- أن يكون تفاعلاً وحيداً دون أية تفاعلات ثانوية مرافقة.
- أن يكون تفاعلاً تاماً

## طريقة المعايرة
نضع كمية مقاسة بدقة من المحلول المراد معايرته في قارورة وبضع نقط من كاشف لوني. نضع القارورة تحت السحاحة المحتوية على المحلول المعاير. ونبدأ بإضافة كميات قليلة من السحاحة إلى القارورة حتى يتغير لون الكاشف، مشيرا إلى اكتمال المعايرة
وطبقا لنقطة النهاية المرادة فقد يحددها نقطة أو أقل من نقطة إضافية من السحاحة لإثبات لون الكاشف. وعند الوصول إلى نقطة التعادل (نقطة النهاية) للتفاعل، نقوم بقياس كمية محلول المعاير المستهلكة، ونقوم بحساب تركيز المحلول المراد معايرته، باستخدام المعادلة:
{\displaystyle \mathbf {C} _{a}={\frac {\mathbf {C} _{t}\times \mathbf {V} _{t}\times \mathbf {M} }{\mathbf {V} _{a}}}}
حيث:
Ca تركيز المحلول المراد معايرته؛ ويعبر عنها عادة بالمولية بالوحدة مول/لتر)
Ct تركيز المحلول المعاير (محلول السحاحة)؛ ويعبر عنها عادة بالمولية بالوحدة مول/لتر)
Vt حجم المحلول المعاير؛ ويعبر عادة dm3;
M النسبة المولية للمحلول المراد معايرته إلى محلول المعاير طبقا لمعادلة التفاعل;
Va حجم المحلول المراد معايرته، يقاس عادة dm3.

## تجهيز المعايرة
تبدأ عملية المعايرة بوضع كمية معينة من المحلول المراد معرفة تركيزه في قارورة. وفي العادة يجهز محلول لمادة صلبة بإذابته في الماء، أو في مذيب آخر مثل حمض الأسيتيك أو الإيثانول وهذه تستخدم في أغراض كيمياء البترول.
ويوضع محلول المعاير في السحاحة مع اختيار تركيز مخفف لزيادة دقة القياس.
كثير من عمليات معايرة محاليل غير محاليل حمض-قلوي تحتاج إلى قيمة ثابتة للأس الهيدروجيني خلال المعايرة. وعلى ذلك فقد يلزم إضافة محلول منظم في قارورة المعايرة لتثبيت قيمة الباهاء.
في حالة وجود مادتين في محلول القارورة قد يتفاعلا مع محلول المعاير ونريد معرفة تركيز أحدهما فقط يمكن عزل المحلول في القارورة بواسطة إضافة «محلول مقنّع» يحجب الأيونات الغير مرغوبة.
قد تحتاج بعض تفاعلات أكسدة-اختزال إلى تسخين العينة لزيادة معدل التفاعل أثناء عملية المعايرة.
فمثلا، يلزم التسخين عند أكسدة محلول أوكسالات حتى درجة 60 مئوية لكي يسير التفاعل بسرعة مناسبة.

## الكاشف اللوني

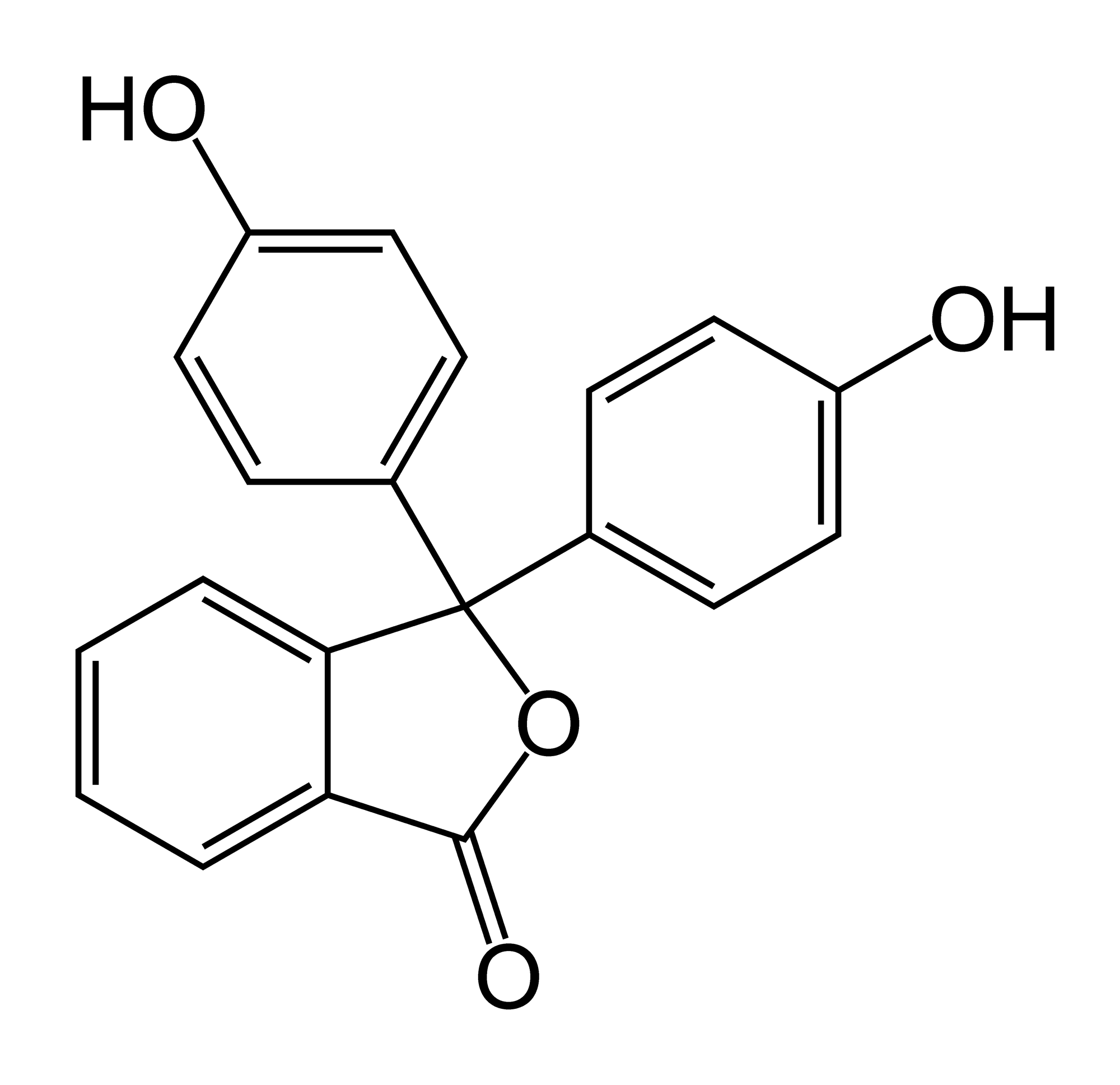
فينولفثالين

في عملية المعاير يحتاج الكيميائي إلى كاشف لوني يدل على نهاية التفاعل بشرط ألا يدخل في التفاعل. في الغالب يتم استخدام مؤشر مرئي يقوم يتغيير اللون عند اكتمال التفاعل. من بين الكواشف المستعملة في عمليات المعايرة البسيطة الفينولفثالين الذي يرمز له بالصيغة الكيميائية C20H14O4 والذي يتحول من عديم اللون إلى اللون الوردي عندما يتم الوصول أو تعدٌي «قيمة» معينة للأس الهيدروجيني (حوالي 8.3). كما يوجد نوع آخر من الكواشف وهو الميثيل البرتقالي وهو كاشف يتحول إلى اللون الأحمر في الأوساط الحمضية وإلى اللون الأصفر في الوسط القاعدي.

## منحنى المعايرة

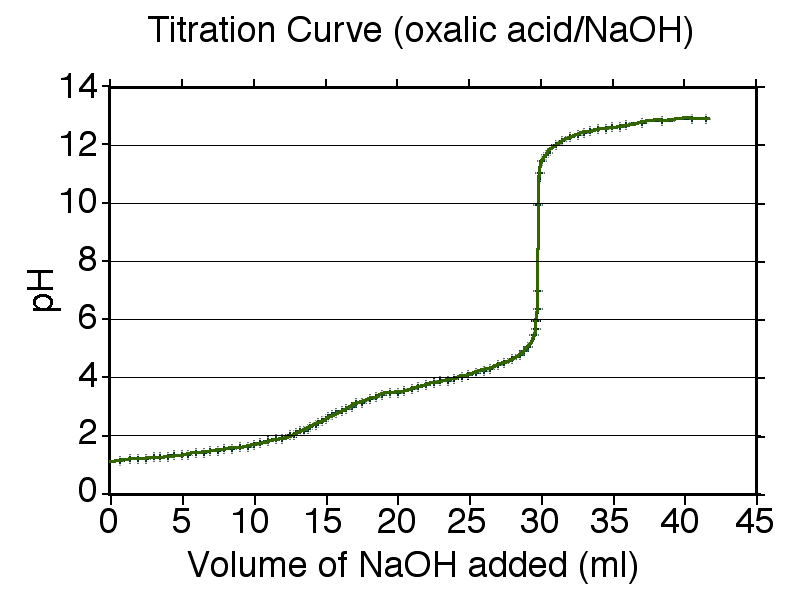
منحنى معايرة حمض أوكساليك (ضعيف) مع هيدروكسيد الصوديوم (قلوي قوي). ويوضح المنحنى نقطة التعادل عند 30 مليلتر من هيدروكسيد الصوديوم المضاف.

في الرسم البياني لمنحنى المعايرة يرمز المحور الأفقي لحجم محلول المعايرة الذي أضاف من السحاحة إلى محلول القارورة منذ بدء عملية المعايرة. ويمثل المحور الرأسي إلى تركيز المحلول المراد معرفة تركيزه عن طريق تتبع تغير قيمة الأس الهيدروجيني في محلول القارورة.
في حالة معايرة حمض-قلوي يبين منحنى المعايرة قوة الحمض والقلوي. فبالنسبة إلى حمض قوي وقلوي قوي يسير المنحنى هادئا حتى نقطة التعادل حيث يتغير عندها سريعا. ونظرا لذلك نجد أن تغييرا قليلا من المحلول المضاف عند نقطة التعادل تحدث تغييرا كبيرا في الباهاء، وقد يستخدم كاشف لوني مثل فينولفثالين أو ليتموس أو بروموثيمول أزرق.
وفي حالة معايرة حمض ضعيف مع قلوي قوي أو حمض قوي مع قلوي ضعيف نجد أن منحنى المعايرة يكون غير منتظما ولا يحدث عند نقطة التعادل تغيرا كبيرا للباهاء عند إضافة قليلة من محلول السحاحة. ومثلا يعطي المنحنى في الشكل منحنى معايرة حمص الأوكساليك (حمض ضعيف) مع هيدروكسيد الصوديوم(+HO-+Na)(قلوي قوي). نجد نقطة التعادل تقع بين باهاء 8-10 مما يشير إلى قلوية المحلول عند نقطة التعادل وأن استخدام كاشف لوني مثل فينولفثالين في تلك الحالة يكون مناسبا.
يشبه ذلك محنى معايرة قلوي ضعيف وحمض قوي حيث يكون المحلول حمضيا عند نفطة لتعادل، ويكون استخدام كاشف لوني مثل ميثيل برتقالي أو بروموثيمول أزرق يكون مناسبا.
ونجد أن منحنى معايرة حمض ضعيف مع قلوي ضعيف يكون غير منتظما. في تلك الحالة لا يفي استخدام كاشف لوني بالغرض وإنما نستخدم مقياس الباهاء لمتابعة سير التفاعل.
تسمى الدالة التي تصف منحنى المعايرة دالة سينية.

## معايرة حمض-قاعدي
عندما نستخدم المعايرة يحدث تفاعل بين حمض وقاعدي. ونتعرف على نقطة تعادل الحامض والقاعدة عن طريق إضافة كاشف لوني أو مؤشر الباهاء. كما يمكن قياس قيمة الأس الهيدروجيني بواسطة أقطاب كهربائية وتعيين نقطة التعادل عن طريق الرسم البياني لقراءات الأس الهيدروجيني وكمية المحلول المستخدم في المعايرة.
في حالة استخدام كاشف لوني يتغير لون الكاشف عند نقطة التعادل. ونقطة التعادل تختلف قليلا عن نهاية المعايرة بسبب أن نقطة التعادل تعينها نسب المواد المتفاعلة بينما نهاية المعايرة يحددها تغير لون الكاشف. ولهذا يجب اختيار الكاشف اللوني المناسب بغرض تقليل نسبة الخطأ في المعايرة. وعلى سبيل المثال، إذا كانت نقطة التعادل عند الباهاء 8.4 فيكون استخدام الفينولفثالين أكثر مناسبا عن استخدام أليزارين أصفر، حيث أن الفينولفثالين يخفض من نسبة الخطأ. وتبين القائمة التالية عدة كواشف، وألوانها ونطاق الأس الهيدروجيني لها عند نقطة تغير اللون.
عند ضرورة تعيين دقيق لنقطة المعايرة أو عندما يكون المحلول المراد معايرتة حمضا ضعيف ويكون المحلول المعاير قلويا ضعيفا يستحسن استخدام مقياس الباهاء لمتابعة سير التفاعل (أو قياس التوصيل الكهربائي للمحلول).
| الكاشف           | اللون في الحالة الحمضية | منطقة تغير اللون حسب الأس الهيدروجيني | اللون في الحالة القلوية |
| ---------------- | ----------------------- | ------------------------------------- | ----------------------- |
| ميثيل بنفسجي     | أصفر                    | 0.0–1.6                               | بنفسجي                  |
| Bromophenol Blue | أصفر                    | 3.0–4.6                               | أزرق                    |
| ميثيل برتقالي    | أحمر                    | 3.1–4.4                               | أصفر                    |
| ميثيل أحمر       | أحمر                    | 4.4–6.3                               | أصفر                    |
| ليتموس           | أحمر                    | 5.0–8.0                               | أزرق                    |
| بروموثيمول أزرق  | أصفر                    | 6.0–7.6                               | أزرق                    |
| فينولفثالين      | عديم اللون              | 8.3–10                                | بنفسجي                  |
| أليزارين أصفر    | أصفر                    | 10.1–12.0                             | أحمر                    |

## معايرة بالترسيب
تستخدم فيها تفاعلات ترسيب. يُظهر تفاعل أيونات الفضة Ag+ مع أيونات الكلور Cl− ترسيب أبيض اللون عند نقطة اكتمال التفاعل. تسمى تلك الطريقة طريقة جاي لو ساك، وأحيانا تعزز رؤية نقطة اكتمال التفاعل عن طريق إضافة مادة ملونة مثل «إيوسين إبسيلون» Eosin Y أو فلوريسين، وهذه الطريقة تسمى طريقة فاجانز، أو عن طريق إنتاج ناتج ملون مثل ثيوسيانات الحديد (وهي طريقة فولهارد) أو كرومات الفضة (وهي طريقة موهر).
كما توجد طريقة خاصة وهي طريقة المعايرة بالتحليل الكهربي حيث تتم المعايرة بواسطة محلول ملح لحمض ضعيف. مثال على ذلك نجده في تعيين قسوة الماء بواسطة بالميتات البوتاسيوم Kaliumpalmitat حيث يتفاعل البالميتات عند نقطة التعادل مع الماء منتجا أيونات هيدروكسيد.

## معايرة أكسدة-اختزال
تستخدم في بعض الأحيان تفاعل أكسدة-اختزال لتعيين تركيز محلول. من الطرق السائدة طريقة المنجنيز وطريقة اليود وطريقة البروم والتي تستخدم فيها محلولا من ملح أحد تلك المواد في السحاحة.

## معايرة حجمية
تتم المعايرة الحجمية لقياس حجم الغازات. وهي تتم عن طريق إزاحة الغاز المراد تعيين حجمه بواسطة سائل مناسب. ويجب اختيار السائل المناسب بحيث لا يتفاعل مع الغاز. فمثلا لقياس حجم النيتروجين يستخدم محلول من هيدروكسيد البوتاسيوم: وهو يمتص عند القيام بالقياس ما ينشأ من ثاني أكسيد الكربون وماء ويمكن بواسطته قياس حجم غاز النتروجين (الأزوت) مباشرة بسحاحة مدرجة تسمى أزوتومتر Azotometer.

## معايرة غازات
يمكن معايرة الغازات كطريقة لتعيين كمية أحد المتفاعلات عن طريق إضافة زائدة من غاز آخر يعمل كمعاير. وأكثر تلك العمليات متعلق بتعيين كمية الأوزون، وتتم بإضافة غاز أكسيد النيتروجين طبقا للتفاعل:
O3 + NO → O2 + NO2.
عند اكتمال التفاعل نعين كمية المعاير الباقية وكمية الناتج (بطريقة مطيافية تحويل فورير Fourier transform spectroscopy)، وعن طريقها نعين كمية الغاز المراد تعيينه.
تفضل طريقة معايرة الغاز عن طريقة تعيين كمية الغاز بواسطة المطيافية. أولا، لا يعتمد القياس على طول المسار نظرا لتساوي مساري المعاير والناتج. وثانيا، لا يعتمد القياس على تغير الامتصاصية كدالة لتركيز الغاز المراد تعيينه طبقل لقانون بير-لامبرت. وثالثا، فهي مناسبة للعينات التي تتداخل فيها طول الموجات للغازات المستخدمة في التحليل.

## طرق التعرف على اكتمال التفاعل
- كواشف كيميائية (بالعين)

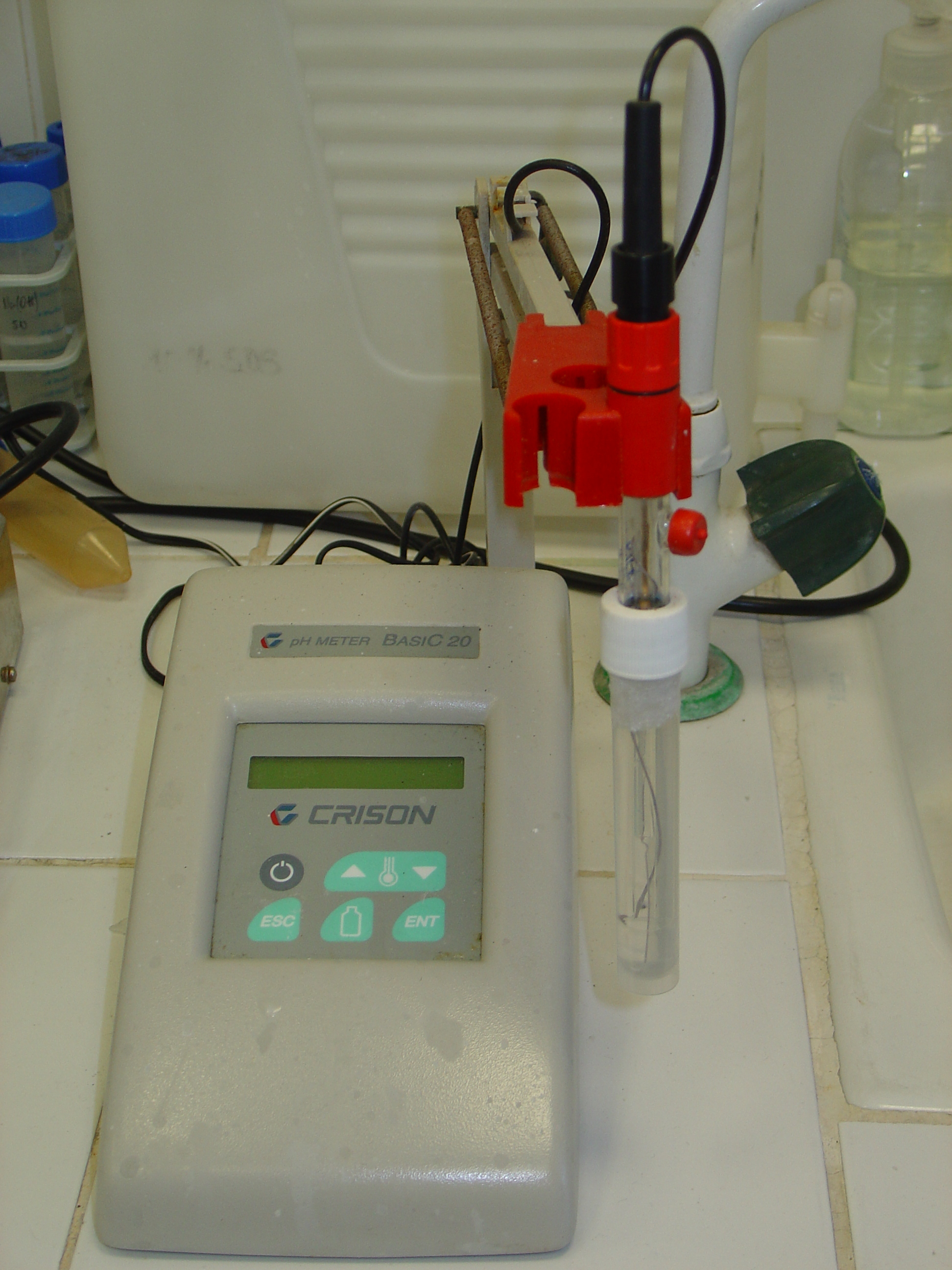
مقياس الأس الهيدروجيني لمتابعة سير المعايرة.

  - كواشف لونية تغير لونها مثل الفينولفثالين،
  - تفاعلات ترسيب، حيث تترسب أملاح عند اكتمال التفاعل
- كواشف فيزيائية (بواسطة أدوات)
  - قياس المقاومة الكهربائية: وهي تعتمد على تغير مفاجئ في الجهد الهركيميائي.
  - قياس الأس الهيدروجيني بواسطة قطب زجاجي
  - القياس بالأمبيرمتر المسمى Biamperometry،
  - قياس التوصيل الكهربائي
  - قياس تغير درجة الحرارة.
- محلول هيدروكسيد الصوديوم

## اقرأ أيضا
- قطب قياسي للهيدروجين
- قطب كالومل المشبع
- تفاعل أكسدة-اختزال
- جهد اختزال
- جهد تحلل
- تحليل كهربائي
- تفاعل عكوس
- بطارية الرصاص
- تفكك كيميائي
- كيمياء كهربية
- قائمة الجهود القياسية
- منحنى المعايرة
- معايرة جهدية
- معايرة تشكل المعقدات
- تخفيف النظائر

## وصلات خارجية
- Wikihow: Perform a Titration
- An interactive guide to titration
- Science Aid: A simple explanation of titrations including calculation examples
- Titration freeware - simulation of any pH vs. volume curve, distribution diagrams and real data analysis
- Wikihow: Perform a Titration
- An interactive guide to titration
- Science Aid: A simple explanation of titrations including calculation examples
- Titration freeware - simulation of any pH vs. volume curve, distribution diagrams and real data analysis